# Conseil international de la danse
Le Conseil international de la danse (CID, en anglais : International Dance Council) est l'organisation qui supervise toutes les formes de danse dans le monde. Fondée en 1973 au sein de l'UNESCO à Paris, où se trouve son siège permanent.
En tant qu'organe consultatif de l'UNESCO, le CID conseille l'UNESCO, des gouvernements ainsi que différentes institutions nationales et internationales dans le domaine de la danse.
Considéré comme l’une des institutions internationales les plus importantes pour le développement de la danse dans le monde, le CID est connu sous le nom « les Nations Unies de la Danse », il est reconnu du système de l’UNESCO, des gouvernements de divers pays et régions, ainsi que d’organisations internationales.
Chaque année, le CID organise la Journée Internationale de la Danse depuis la création de cette journée.

## Organisation
Sous les auspices de l'UNESCO en tant qu'un organisation d'échange d'idées et de développements dans le domaine de la danse, ainsi que pour protéger les droits des artistes de la danse. Le CID a été créé en 1973 en tant qu'organe consultatif de l'UNESCO dans la domaine de la danse. Il est basé au siège de l'UNESCO à Paris.
Connu sous le nom  « les Nations Unies de la Danse », le CID est l’organisation officielle pour toutes les formes de danse de tous les pays du monde. Il est reconnu par l’UNESCO et les gouvernements nationaux et locaux en tant que représentant de l’art de la danse au plus haut niveau.
Le CID est également accrédité par les Conventions de l’UNESCO tel que « Convention pour la sauvegarde du patrimoine culturel immatériel » et « Convention sur la protection et la promotion de la diversité des expressions culturelles ».
Les structures régionales et les membres du CID s’étendent dans plus de 170 pays et regroupent des fédérations, associations, écoles, institutions culturelles et artistiques ainsi que des professionnels de la danse, de la culture et de l’éducation.
Le CID compte compte plus de 2,000 membres institutionnels et plus de 10,000 membres individuels parmi lesquels figurent de nombreux danseurs renommés, chorégraphes, professeurs de danse et spécialistes de divers domaines dans le monde entier.
Le CID se consacre, à l’échelle mondiale, à la préservation et à la valorisation de l’art de la danse. Il constitue l’organisme officiel de soutien et de gestion des diverses formes de danse dans le monde, et est reconnu et soutenu par le système des Nations Unies, ainsi que par les gouvernements de nombreux pays et par d’autres organisations internationales.

## Histoire du CID
Sous le soutien de l’UNESCO, le Conseil International de la Danse a été fondé en 1973 au siège de l’UNESCO.
Le célèbre danseur allemand Kurt Jooss fut élu premier président. Par la suite, les assemblées statutaires se sont tenues successivement à Stockholm (1975 et 1982), à Cologne (1977), à Londres (1980) et à Paris (1984).
En 1975, l’Assemblée générale de l’UNESCO a officiellement reconnu le Conseil International de la Danse.

## Journée Internationale de la Danse
Depuis 1982, chaque 29 avril, des milliers de danseurs du monde entier célèbrent la Journée internationale de la danse (aussi appelée Journée mondiale de la danse). Cette initiative mondiale, soutenue par l’UNESCO, voit le CID jouer un rôle majeur en tant qu’initiateur et principal soutien, en collaboration avec d’autres institutions importantes du secteur de la danse. Ce jour a été instauré en hommage à Jean-Georges Noverre, considéré comme le créateur du ballet moderne,.
Chaque année, le CID publie, le jour de la Journée internationale de la danse, un message annuel officiel – traduit en plusieurs langues et diffusé de diverses manières dans plus de 170 pays et régions, atteignant ainsi plus de 150 000 professionnels de la danse.
Par ailleurs, le CID organise des célébrations officielles au siège de l’UNESCO ainsi que dans des villes partenaires à travers le monde, comprenant des spectacles spéciaux, des soirées dansantes, des forums, des séminaires, des expositions, des cours de maître et des conférences.
En 2020, la Directrice générale de l'UNESCO Mme. Audrey Azoulay a délivré un message spécial pour la Journée Internationale de la Danse, soulignant le rôle essentiel que joue la danse dans le domaine culturel et social de l'humanité.
En 2016 et en 2017, l’Administration postale des Nations unies (UNPA) a commémoré la Journée internationale de la danse  en émettant des séries spéciales de timbres. La première série, publiée en 2016, était constituée de mini-fiches de six timbres chacune. en 2017, l’UNPA a réédité une seconde série.
En 2017, en collaboration avec le Programme Alimentaire Mondial (PAM), le CID a lancé le projet «Danser pour la faim zéro», Ce projet vise à promouvoir la sécurité alimentaire, à sensibiliser les enfants à l'importance d'une alimentation saine, à offrir des possibilités de formation professionnelle et à diffuser par la danse l'objectif de la Faim zéro, tout en fournissant une aide alimentaire à 80 millions de personnes dans le monde.

## Coopération Internationale
Le Conseil International de la Danse et son réseau mondial participent activement à diverses collaborations et projets internationaux, tels que :
- La conférence mondiale de danse à Mumbai, en Inde (2016)
- La compétition internationale de ballet organisée en collaboration avec le Ministère de la Culture russe (2017)
- Le premier séminaire international sur la danse immatérielle (« Danse et spiritualité ») aux Bahamas, soutenu par le Premier ministre bahaméen (2019)
- La conférence internationale sur la danse chamanique mongole organisée en collaboration avec l’Université des arts et de la culture de Mongolie (2021)
- Le Projet « Danse et Paix en Partage », soutenu par la Commission nationale française pour l’UNESCO et le Comité de liaison ONG-UNESCO, ce projet célèbre la Journée internationale de la paix (2024)[7]

Grâce à des années d’efforts et de développement, le Conseil International de la Danse s’est imposé comme une institution de premier plan dans le domaine de la danse à l’échelle mondiale, contribuant de manière continue à la prospérité et à l’innovation de l’art dans ce secteur.

## Programmes
Ses principaux programmes sont : 
- la Journée internationale de la danse
- l'annuaire Global Dance[8]
- la certification internationale d'études en danse
- le congrès mondial sur la recherche en danse.